# The Phenomenon
The Phenomenon je čtrnáctá epizoda druhé série amerického televizního seriálu Smash a v celkovém pořadí dvacátá devátá epizoda tohoto seriálu. Napsali ji Jordon Nardino a Joshua Safran a režírovala ji Roxann Dawson. Epizoda se poprvé vysílala ve Spojených státech dne 4. května 2013 na televizním kanálu NBC.

## Obsah epizody
Karen Cartwright (Katharine McPhee) a Derek Wills (Jack Davenport) se dostali do Karenina bytu a vypijí pár skleniček vína. Začnou se líbat a Derek se zeptá, jestli Karen chce, aby pokračoval a ona souhlasí.
Jimmy Collins (Jeremy Jordan) zpívá „High and Dry“, když prochází ulicemi a je smutný ohledně svého života a toho, že byl vyhozen z Hit Listu. Shání se po Kylovi, dostane se do jeho bytu, ale tam ho nenalezne. Vyleze tedy nahoru po schodech do Karenina bytu, kde jí řekne, že s ní chce být. V tom okamžiku ji ale z vedlejšího pokoje zavolá Derek a zklamaný Jimmy utíká.
Scott Nichols (Jesse L. Martin) a Julia Houston (Debra Messing) mluví o tom, že Tom Levitt (Christian Borle) rozpouští její a Tomovo partnerství. Scott je naštvaný, protože cítí, že když nebude dělat Velkého Gatsbyho, tak ztratí práci. Julia mu slibuje, že si s Tomem promluví. Tom a Julia si spolu jdou promluvit ohledně rozdělení jejich partnerství a tom jí řekne, že jí Velkého Gatsbyho bez problémů přenechá.
Eileen Rand (Anjelica Huston) se setkává se svou publicistkou Agnes (Daphne Rubin-Vega) a Tom, Ivy Lynn (Megan Hilty) a Ivyinou matkou Leigh Conroy (Bernadette Peters), aby naplánovali strategii pro Bombshell pro nadcházející nominace na ceny Tony. Dozvíme se, že Eileen usiluje, aby byla Ivy nominovaná za nejlepší herečku v hlavní roli a Leigh za nejlepší herečku ve vedlejší roli. Dále bude Ivy také nominovaná i za vedlejší roli v Liaisons. Eileen zjistí, že její bývalý manžel Jerry Rand (Michael Cristofer) vyhradil celou stránku v novinách pro reklamu na Bombshell. Eileen se s ním schází v restauraci, kde ji Jerry řekne, že reklamu vystavil, aby ji pomohl. Ona mu řekne, aby odešel z jejího života a vychrstne mu skleničku martini do obličeje.
Tomovi zavolá policie, aby ho informovala, že Kyle Bishop (Andy Mientus) byl v noci sražen autem. Vzpomíná si na jedno ráno s Kylem, kdy mu u klavíru zpíval píseň „Vienna“ a oba si vyznali lásku. Tom se před divadlem setkává s Derekem a Karen, kteří to poté sdělí zdevastovaným hercům. Scott Nichols (Jesse L. Martin) si myslí, že ten večer by se mělo odehrát představení, ale Derek ten nápad striktně odmítá.
Držitelé lístků na večerní představení byli informováni, že představení bylo zrušeno, ale do divadla přesto přijdou, protože chtějí vidět představení a složit Kylovi poklonu. Derek tedy řekne hercům, že by představení měli pojmout jako koncert skládající poctu Kylovi a i samotnému představení.
Leigh a mladá herečka hrající malou Marilyn (Sophia Caruso) zpívají „At Your Feet“ během jednoho představení Bombshell, což je změna, kterou Tomovi poradil právě Kyle. Tato změna má u diváků úspěch.
Jimmy se objevuje v divadle, kde se od herců dozví, že je Kyle mrtvý. Naštvaně odchází a Karen odchází, aby ho našla. Najde ho sedícího na mostě, na místě, které s Kylem navštěvovali. Řekne mu, že by se měl vrátit do divadla, ale on jí sdělí, že se na to necítí. Karen mu také oznámí, že se tu noc mezi ní a Derekem nic nestalo, protože je zamilovaná právě do Jimmyho. Během koncertu se ale Jimmy ukáže a zazpívá velice citovou písničku „The Love I Meant to Say“ na počest Kyla.
Julia se rozzlobí na Scotta, když jí inspicientka řekne, že Scott nezrušil představení a dal majitelům lístkům vědět, že se představení bude konat na počest Kyla. Julia se obává, že to Scott udělal pouze proto, aby použil jeho smrt pro své vlastní zájmy, když se bál, že si Hit List nebude vést moc dobře.
Ivy se setkává se Derekem a ten se jí ptá na to, proč neustále odmítala jeho hovory. Řekne mu, že zjistila, že se dali dohromady právě poté, co byl Derek odmítnut Karen. Řekne ji, že se mezi ním a Karen a ním, včetně minulé noci, kdy spal na jejím gauči. Ivy mu řekne, že mezi nimi bude vždy nějaká „Karen“ a že s ním končí.
Eileen narazí na Jerryho, který ji řekne, že již nemá peníze pro pomoc Bombshell, protože se je rozhodl dát Hit Listu a přesune celý muzikál na Broadway. Poznamená, že nyní budou s Eileen konkurenty v nominacích na ceny Tony.
Karen se zeptá Jimmyho, jestli chce jít s ní někam a o všem si promluvit, ale on ji řekne, že potřebuje být sám, aby si ujasnil několik věcí. Také naznačuje, že již nepije.
Julia chce, aby na Broadwayi zhasli světla na počest Kyla, ale Eileen ji řekne, že to není možné, protože tento druh pocty slouží jen pro broadwayské veterány. Ale po koncertu Hit Listu se všichni herci s Tomem, Juliou a Eileen shromáždí před divadlem, kde se uvádí Bombshell a zde jsou světla ztlumená na počest Kyla.

## Seznam písní
- „High and Dry“
- „Vienna“
- „At Your Feet“
- „Broadway, Here I Come!“
- „The Love I Meant to Say“

## Natáčení
Epizodu napsal také výkonný producent a hlavní tvůrce pro druhou sérii, Joshua Safran.
Andy Mientus, představitel Kyla, v rozhovoru pro TVLine.com řekl, že tato epizoda je paralelou k muzikálu Rent, kdy jeho tvůrce Jonathan Larson zemřel krátce před premiérou a jak to ovlivnilo lidi a divadelní svět.
V epizodě se objevilo celkem pět písní, z toho dvě cover verze („High and Dry“ od Radiohead a „Vienna“ od Billyho Joela) a tři původní písně (jedna z toho, „Broadway, Here I Come“, již v seriálu několikrát zazněla). „Broadway, Here I Come“ napsal Joe Iconis a zbývající „At Your Feet“ a „The Love I Meant To Say“ napsali dvorní skladatelé seriálu, Marc Shaiman a Scott Wittman. Jeremy Jordan, představitel Jimmyho, řekl, že „The Love I Meant to Say“ byla jednou z mála písní, které byly v seriálu nazpívané naživo (ostatní byly předem nahrané a zpívané poté v seriálu na playback).
„High and Dry“, „Vienna“ a „The Love I Meant to Say“ byly vydány jako singly ten samý týden, co byla epizoda vydána. Píseň „Broadway, Here I Come!“ byla již předtím vydána jako singl. Skladba „At Your Feet“ jako singl vydána nebyla, ale je obsažena na albu Bombshell.